# Angluzelles-et-Courcelles
Angluzelles-et-Courcelles település Franciaországban, Marne megyében. Lakosainak száma 143 fő (2022. január 1.). Angluzelles-et-Courcelles Ognes, Corroy, Faux-Fresnay, Marigny, Pleurs és Thaas községekkel határos.

## Népesség
A település népességének változása:
| Lakosok száma | 152  | 137  | 140  | 138  | 147  | 154  | 146  | 139  | 141  | 143  |
|               | 1968 | 1982 | 1990 | 2006 | 2013 | 2015 | 2017 | 2019 | 2020 | 2022 |